# Kegalle (Distrikt)
Koordinaten: 7° 15′ N, 80° 21′ O
Der Distrikt Kegalle (singhalesisch කෑගල්ල දිස්ත්‍රික්කය Kǣgalla distrikkaya; Tamil கேகாலை மாவட்டம் Kēkālai māvaṭṭam) ist ein Distrikt in der Provinz Sabaragamuwa in Sri Lanka. Der Hauptort ist Kegalle.

## Geografie
Der Distrikt Kegalle liegt im südlichen Binnenland der Insel und gehört zur Provinz Sabaragamuwa. Nachbardistrikte sind Kurunegala im Norden, Kandy im Osten, Nuwara Eliya im Südosten, Ratnapura im Süden und Colombo und Gampaha im Westen.
Der Distrikt Kegalle hat eine Fläche von 1693 Quadratkilometern (davon 1685 Quadratkilometer Land und 8 Quadratkilometer Binnengewässer). Damit ist er flächenmäßig der achtkleinste Distrikt Sri Lankas.

## Bevölkerung
Nach der Volkszählung 2012 hat der Distrikt Kegalle 840.648 Einwohner. Mit 499 Einwohnern pro Quadratkilometer liegt die Bevölkerungsdichte deutlich über dem Durchschnitt Sri Lankas (325 Einwohner pro Quadratkilometer). Von den Bewohnern waren 400.820 (47,68 %) männlichen und 439.828 (52,32 %) weiblichen Geschlechts. Die Bevölkerung ist ausgesprochen jung. Dies verdeutlicht ein Blick auf die Altersverteilung.
| Alter  | 0–9 Jahre | 10–19 Jahre | 20–29 Jahre | 30–39 Jahre | 40–49 Jahre | 50–59 Jahre | 60–79 Jahre | 80 Jahre und mehr |
| Anzahl | 139.723   | 127.674     | 114.151     | 119.889     | 110.353     | 103.789     | 111.476     | 13.593            |
| Anteil | 16,62 %   | 15,19 %     | 13,58 %     | 14,26 %     | 13,13 %     | 12,35 %     | 13,26 %     | 1,62 %            |

### Bevölkerung des Distrikts nach Volksgruppen
Obschon beinahe 85 % der Einwohnerschaft Singhalesen sind, gibt es doch bedeutende andere Volksgruppen. In den Divisionen Deraniyagala, Mawanella und Yatiyanthota sind jeweils mehr als zwanzig Prozent der Bewohner Angehörige einer ethnischen Minderheit.
| Jahr                                                    | Singhalesen1 | Singhalesen1 | Sri-Lanka-Tamilen2 | Sri-Lanka-Tamilen2 | Tamilen2 | Tamilen2 | Moors3 | Moors3 | Burgher | Burgher | Malaien | Malaien | Andere4 | Andere4 | Total   | Total    |
| Jahr                                                    | No.          | %            | No.                | %                  | No.      | %        | No.    | %      | No.     | %       | No.     | %       | No.     | %       | No.     | %        |
| ------------------------------------------------------- | ------------ | ------------ | ------------------ | ------------------ | -------- | -------- | ------ | ------ | ------- | ------- | ------- | ------- | ------- | ------- | ------- | -------- |
| 1981                                                    | 588.581      | 85,93 %      | 15.074             | 2,20 %             | 45.752   | 6,68 %   | 34.389 | 5,02 % | 156     | 0,02 %  | 229     | 0,03 %  | 763     | 0,11 %  | 684.944 | 100,00 % |
| 2001                                                    | 674.665      | 85,89 %      | 14.908             | 1,90 %             | 44.202   | 5,63 %   | 50.419 | 6,42 % | 191     | 0,02 %  | 278     | 0,04 %  | 861     | 0,11 %  | 785.524 | 100,00 % |
| 2012                                                    | 718.369      | 85,45 %      | 17.861             | 2,12 %             | 43.748   | 5,20 %   | 59.997 | 7,14 % | 227     | 0,03 %  | 184     | 0,02 %  | 262     | 0,03 %  | 840.648 | 100,00 % |
| Quelle: Volkszählungen in Sri Lanka 1981, 2001 und 2012 |              |              |                    |                    |          |          |        |        |         |         |         |         |         |         |         |          |

1 Tiefland- und Kandy-Singhalesen zusammen2 Sri-Lanka-Tamilen und indische Tamilen separat 3 nur sri-lankische Moors4 davon 2001 172 Sri Lanka Chetties und 15 Bharathas; 2012 49 Sri Lanka Chetties und 4 Bharathas

### Bevölkerung des Distrikts nach Bekenntnissen
Fast alle singhalesischen Einwohner Kegalles hängen dem Buddhismus an, während die Moors und Malaien sich allesamt zum Islam bekennen. Zweitstärkste Religion ist der Hinduismus, dem die große Mehrheit der indischen und sri-lankischen Tamilen angehört. Das Christentum, dem die Burgher, eine kleine Minderheit (etwa 8000 Personen) der Singhalesen und eine Minderheit der Tamilen (etwa 7000 Menschen) angehören, ist nur eine kleine Minderheitenreligion. Erwähnenswert ist das Wachstum der Protestanten (meist Freikirchler; 1981–2012: + 98 %) bei gleichzeitig geringem Wachstum bei den Katholiken (1981–2012: + 4,8 %).
| Jahr                                                    | Buddhisten | Buddhisten | Hindus | Hindus | Muslime | Muslime | Katholiken | Katholiken | andere Christen | andere Christen | Andere | Andere | Total   | Total    |
| Jahr                                                    | No.        | %          | No.    | %      | No.     | %       | No.        | %          | No.             | %               | No.    | %      | No.     | %        |
| ------------------------------------------------------- | ---------- | ---------- | ------ | ------ | ------- | ------- | ---------- | ---------- | --------------- | --------------- | ------ | ------ | ------- | -------- |
| 1981                                                    | 583.611    | 85,21 %    | 53.854 | 7,86 % | 35.672  | 5,21 %  | 8.372      | 1,22 %     | 3.225           | 0,47 %          | 210    | 0,03 % | 684.944 | 100,00 % |
| 2001                                                    | 667.618    | 84,99 %    | 51.662 | 6,58 % | 51.675  | 6,58 %  | 9.365      | 1,19 %     | 4.977           | 0,63 %          | 227    | 0,03 % | 785.524 | 100,00 % |
| 2012                                                    | 709.917    | 84,45 %    | 54.350 | 6,47 % | 61.164  | 7,28 %  | 8.777      | 1,04 %     | 6.386           | 0,76 %          | 54     | 0,01 % | 840.648 | 100,00 % |
| Quelle: Volkszählungen in Sri Lanka 1981, 2001 und 2012 |            |            |        |        |         |         |            |            |                 |                 |        |        |         |          |

### Bevölkerungsentwicklung
Die Bevölkerung des Distrikts Kegalle wächst seit Jahrzehnten ständig an. Im Zeitraum von 2001 bis 2012 (den beiden letzten Volkszählungsjahren) betrug die Zunahme 55.124 Menschen. Dies ist ein Wachstum von 7,02 %. Seit 1946 hat sich die Einwohnerschaft mehr als verdoppelt (+ 109 %).
Der Distrikt war nicht Kampfgebiet des Bürgerkriegs. Deshalb ist nur ein kleiner Teil der Migranten der Gruppe der Bürgerkriegsbetroffenen zuzurechnen. Im Jahr 2012 lebten im Distrikt Kegalle Regierungsstatistiken zufolge nur 1493 Flüchtlinge und Rückkehrer. Darunter waren 1151 Flüchtlinge aus anderen Gegenden Sri Lankas und 342 Menschen wurden nach vormaliger Vertreibung wieder angesiedelt.

### Bedeutende Orte
Einziger großer Ort des Distrikts ist Kegalle (2012: 15.993 Einwohner).

## Lokalverwaltung
Der Vorsteher des Distrikts trägt den Titel District Secretary. Der Distrikt ist weiter in elf Divisionen (unter einem Division Secretary) unterteilt. Die Städte und größeren Orte haben eine eigene Verwaltung (Gemeindeparlament oder Gemeinderat). Es gibt 573 Dorfverwaltungen (Grama Niladharis) für die 1677 Dörfer im gesamten Distrikt.
| Name             | Hauptort         | Einwohner 2012 | Fläche in km² | Dichte | GN  | Dörfer |
| ---------------- | ---------------- | -------------- | ------------- | ------ | --- | ------ |
| Aranayaka        | Aranayaka        | 68.464         | 112,7         | 607    | 61  | 181    |
| Bulathkohupitiya | Bulathkohupitiya | 47.095         | 122,2         | 385    | 27  | 109    |
| Dehiovita        | Dehiovita        | 81.315         | 220,2         | 369    | 39  | 134    |
| Deraniyagala     | Deraniyagala     | 45.869         | 196,9         | 233    | 26  | 114    |
| Galigamuwa       | Galigamuwa       | 74.490         | 124,5         | 598    | 51  | 179    |
| Kegalle          | Kegalle          | 90.854         | 133,4         | 681    | 61  | 145    |
| Mawanella        | Mawanella        | 111.727        | 95,5          | 117    | 71  | 161    |
| Rambukkana       | Rambukkana       | 82.769         | 134,7         | 614    | 89  | 207    |
| Ruwanwella       | Ruwanwella       | 63.913         | 158,0         | 405    | 38  | 136    |
| Warakapola       | Ambepussa        | 113.056        | 188,8         | 599    | 78  | 194    |
| Yatiyanthota     | Yatiyanthota     | 61.096         | 205,9         | 297    | 32  | 107    |
| Distrikt Kegalle | Kegalle          | 840.648        | 1.685         | 499    | 573 | 1.677  |